# Sclerolinon digynum
Sclerolinon digynum là một loài thực vật có hoa trong họ Linaceae. Loài này được (A. Gray) C.M. Rogers miêu tả khoa học đầu tiên năm 1966.